# Martin Buchholz (Science-Slammer)

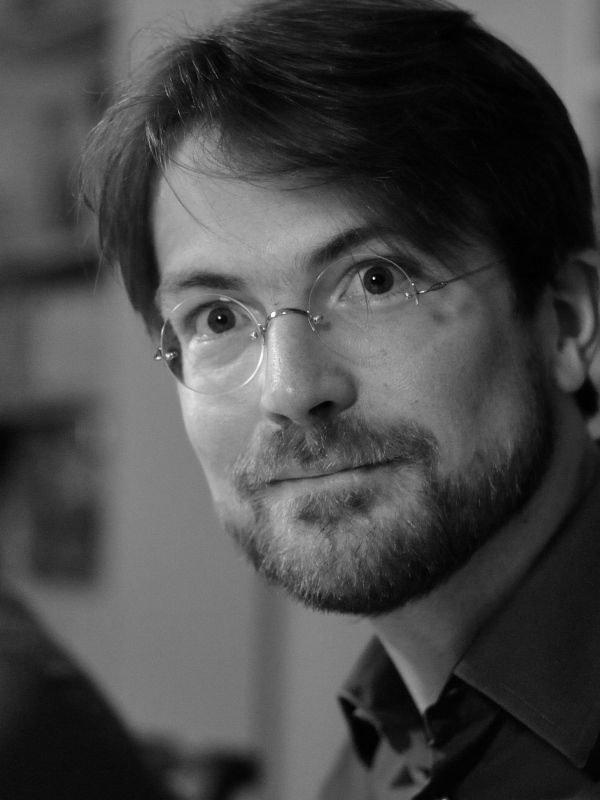
Martin Buchholz, 2014

Martin Buchholz (* 1976 in Bochum) ist ein deutscher Ingenieur, Science-Slammer, Softwareentwickler, Dozent und Autor.

## Leben und Wirken
Nach dem Abitur am Gymnasium am Ostring in Bochum im Jahre 1996 studierte Buchholz Maschinenbau an der Technischen Universität Braunschweig und der University of Glasgow bis zu seinem Diplom im Jahr 2002.
Seitdem arbeitet er am Institut für Thermodynamik der TU Braunschweig in der Forschung und vor allem als Dozent im Bereich Thermodynamik und Wärmeübertragung.
Buchholz nimmt seit 2009 an Science-Slam-Wettbewerben teil und wurde 2010 mit einem Beitrag zu Entropie deutscher Meister in diesem Bereich der populärwissenschaftlichen Wissensvermittlung. Auch über den Slam hinaus ist er als Redner mit populärwissenschaftlichen Vorträgen zum Thema Energie im gesamten deutschsprachigen Raum tätig.
Buchholz wirkt unregelmäßig bei Beiträgen für die Fernsehsendungen Galileo und 1, 2 oder 3 mit und ist Gesellschafter einer auf Lernsoftware spezialisierten Firma mit Sitz in Braunschweig.
2016 erschien sein populärwissenschaftliches Buch Energie – Wie verschwendet man etwas, das nicht weniger werden kann?

## Auszeichnungen
- 2010 Deutscher Meister im Science-Slam[8][9][10]
- 2010 Sieger des Science-Slams im Wissenschaftsjahr Energie des Bundesministeriums für Bildung und Forschung.[11]

## Rezeption (Auswahl)
- Zeit Wissen lobt ihn mit den Worten: Thermodynamik in 10 Minuten? Kein Problem für Martin Buchholz.[12]
- Die FAZ meint, dass Buchholz das Kunststück gelingt, die beiden ersten Hauptsätze der Thermodynamik zu erklären, schwieriges Zeugs, das man ... nie kapiert hat. und ...in zehn Minuten Entropie erklären, das muss Buchholz erst mal einer nachmachen.[13]
- Die Frankfurter Rundschau meint, dass Martin Buchholz einer der Shooting Stars unter den Wissenschafts-Slammern sei. Sein Auftritt sei ein glanzvoller Auftritt gewesen. So Schön, wie in der Sendung mit der Maus, erklärt er die verschiedenen Formen von Energie, wirft Stifte zu Boden und plaudert über Moleküle dis sich in eine Richtung bewegen und „auch als Wind bekannt sind“.[14]
- Die Deutsche Welle findet, dass Entropie nicht unbedingt ein Thema sei, das ein Publikum von den Sitzen reißt. Aber Martin Buchholz hat das geschafft. Rhetorisch brillant, witzig und unterhaltsam.[8]

## Veröffentlichungen
- Energie – Wie verschwendet man etwas, das nicht weniger werden kann? Heidelberg, Berlin: Springer. ISBN 978-3-662-56772-2